# Hampsonodes mastoides
Hampsonodes mastoides är en fjärilsart som beskrevs av George Francis Hampson 1910. Hampsonodes mastoides ingår i släktet Hampsonodes och familjen nattflyn. Inga underarter finns listade i Catalogue of Life.